# Microtropesa ochriventris
Microtropesa ochriventris là một loài ruồi trong họ Tachinidae.